# Harpokrates

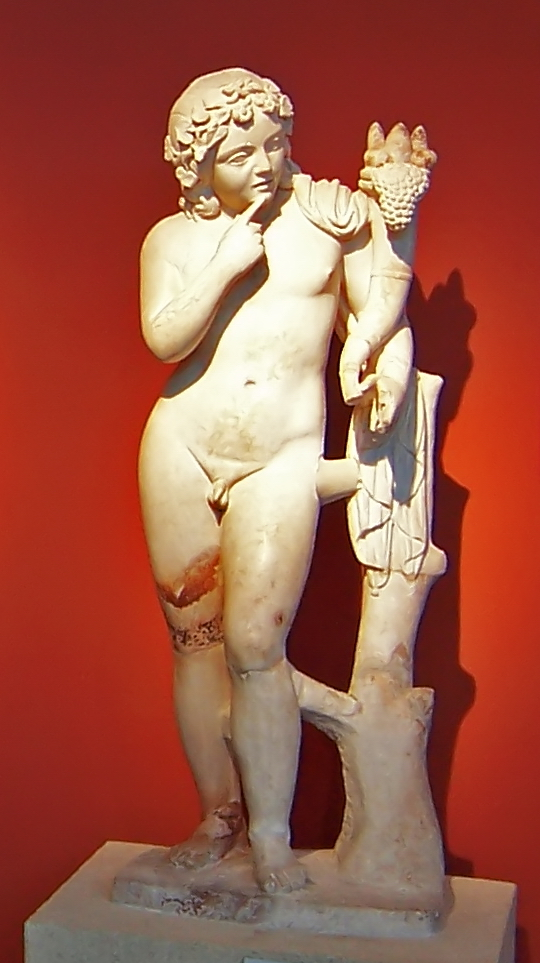
Przedstawienie bóstwa z okresu rzymskiego (rzeźba marmurowa z III w. n.e.)

Harpokrates (gr. Ἁρποκράτης Harpokrátēs) – egipsko-greckie bóstwo popularne w świecie śródziemnomorskim w okresie hellenistycznym i rzymskim. Jedna z postaci Horusa, przedstawianego w postaci dziecka jako syn Ozyrysa i Izydy.
Stanowił jedną z wielu odmian Haroerisa, czyli Wielkiego (Starego) Horusa, wykreowanego w I Okresie Przejściowym w próbie zharmonizowanego połączenia różnych wcześniejszych przedstawień tego bóstwa.
Jego imię ḥr p3 ẖrd, znaczyło dosłownie „Horus Dziecię”. Przedstawiano go z dziecięcym lokiem nad uchem i palcem na ustach, wyłaniającego się z lotosu jako „dziecię słoneczne”. Cześć oddawano mu przede wszystkim w Edfu.
Wraz z Sarapisem i Izydą należał później do tzw. triady aleksandryjskiej. Jego imię powstało wskutek zhellenizowania egipskiego Har-pa-chered. Podobnie jak pierwowzór uważany był za potomka Izydy i Ozyrysa oraz identyfikowany ze wschodzącym słońcem i przedstawiany jako małe dziecko ze wskazującym palcem prawej ręki na ustach. Ten typowo dziecięcy gest późniejsi interpretatorzy grecko-rzymscy tłumaczyli jako symbol milczenia, co dało podstawę mylnemu zrozumieniu istoty bóstwa uznanego za personifikację. Natomiast dla Egipcjan, w postaci dziecka – istoty bliskiej początkowi bytu, stanowiło ono symbol rozwoju i stawania się, jako młodzieńcze bóstwo słońca bądź prapoczątku. Wskazuje się jednak, iż Harpokrates mógł przyjmować również postać bóstwa kwiatu lotosu – Nefertuma, także czczonego przez Egipcjan jako słoneczne dziecię.
W świecie rzymskim Harpokrates, który nie zachował prawie nic ze swego charakteru solarnego, cieszył się szczególną popularnością jako bóg płodności, pomyślności i urodzaju oraz – ze względu na swe przedstawienia – jako personifikacja milczenia i dotrzymywania tajemnic. Zachowały się liczne przedstawiające go figurki, często pełniące funkcję amuletów, zapewniających siłę strzeżenia i zachowania tajemnicy. W rozpowszechnionej wśród Rzymian modzie na noszenie pierścieni z wyobrażeniami bóstw egipskich, według Pliniusza częste były też wizerunki Harpokratesa.